# Antonio Vallori
Vallori  Mateu est un nom espagnol. Le premier nom de famille, en général paternel, est Vallori ; le second, en général maternel, souvent omis, est Mateu.
Antonio Vallori Mateu (né le 21 janvier 1949 à Selva dans l'archipel des îles Baléares et mort le 6 novembre 2022) est un coureur cycliste espagnol. 
Professionnel de 1974 à 1976, il a notamment remporté une étape du Tour d'Espagne 1976.

## Palmarès

### Palmarès amateur
- 1969
  - 3e étape de la Cinturón a Mallorca
- 1973
  - 2e étape de la Cinturón a Mallorca
  - 2e du Tour de Tarragone
  - 2e du Tour de Navarre

### Palmarès professionnel
- 1974
  - Tour de Cantabrie :
    - Classement général
    - 2e étape

  - 2e des Trois Jours de Leganés (es)
  - 3e du Trofeo Elola (es)
- 1976
  - 11e étape du Tour d'Espagne

## Résultats sur les grands tours

### Tour de France
1 participation
- 1974 : abandon (11e étape)

### Tour d'Espagne
2 participations
- 1974 : 12e
- 1976 : 28e, vainqueur de la 11e étape